# 2098 Zyskin
2098 Zyskin este un asteroid din centura principală, descoperit pe 18 august 1972 de Liudmila Juravliova.